# Prosopocera nivosa
Prosopocera nivosa är en skalbaggsart som först beskrevs av Leon Fairmaire 1897.  Prosopocera nivosa ingår i släktet Prosopocera och familjen långhorningar.
Artens utbredningsområde är Kenya. Inga underarter finns listade i Catalogue of Life.